# Pseudeuophrys
Genre
Pseudeuophrys est un genre d'araignées aranéomorphes de la famille des Salticidae.

## Distribution
Les espèces de ce genre se rencontrent dans l’écozone paléarctique.

## Liste des espèces
Selon World Spider Catalog (version 24, 06/06/2023) :
- Pseudeuophrys erratica (Walckenaer, 1826)
- Pseudeuophrys iwatensis (Bohdanowicz & Prószyński, 1987)
- Pseudeuophrys lanigera (Simon, 1871)
- Pseudeuophrys nebrodensis Alicata & Cantarella, 2000
- Pseudeuophrys obsoleta (Simon, 1868)
- Pseudeuophrys pascualis (O. Pickard-Cambridge, 1872)
- Pseudeuophrys perdifumo van Helsdingen, 2015
- Pseudeuophrys rhodiensis Schäfer, 2018
- Pseudeuophrys talassica (Logunov, 1997)
- Pseudeuophrys vafra (Blackwall, 1867)

## Systématique et taxinomie
Ce genre a été décrit par Dahl en 1912 dans les Salticidae. Il est placé en synonymie avec Euophrys par Prószyński en 1962. Il est relevé de synonymie par Żabka en 1997.

## Publication originale
- Dahl, 1912 : « Über die Fauna des Plagefenn-Gebietes. » Das Plagefenn bei Choren, Berlin, p. 575-622.